# Ytre Oslofjord
Ytre Oslofjord er defineret som den del af Oslofjorden som er syd for (udenfor) Drøbaksundet og ned  til Langesund ved Telemarkskysten i sydvest og til den  svenske grænse mod sydøst. Drammensfjorden munder ud i Ytre Oslofjord ved Hurumlandet. Skærgårdskyster præger landskabet, og både øst- og vestsiden af fjorden er yndede steder for hytteejere og ferieturister. 

## Eksterne kilder og henvisninger
- Fagråd for Ytre Oslofjord Arkiveret 9. marts 2005 hos  Wayback Machine
- Forurensning i Ytre Oslofjord Arkiveret 28. oktober 2005 hos  Wayback Machine

59°7′57.44″N 10°34′57.29″Ø / 59.1326222°N 10.5825806°Ø